# Mieszanka studencka

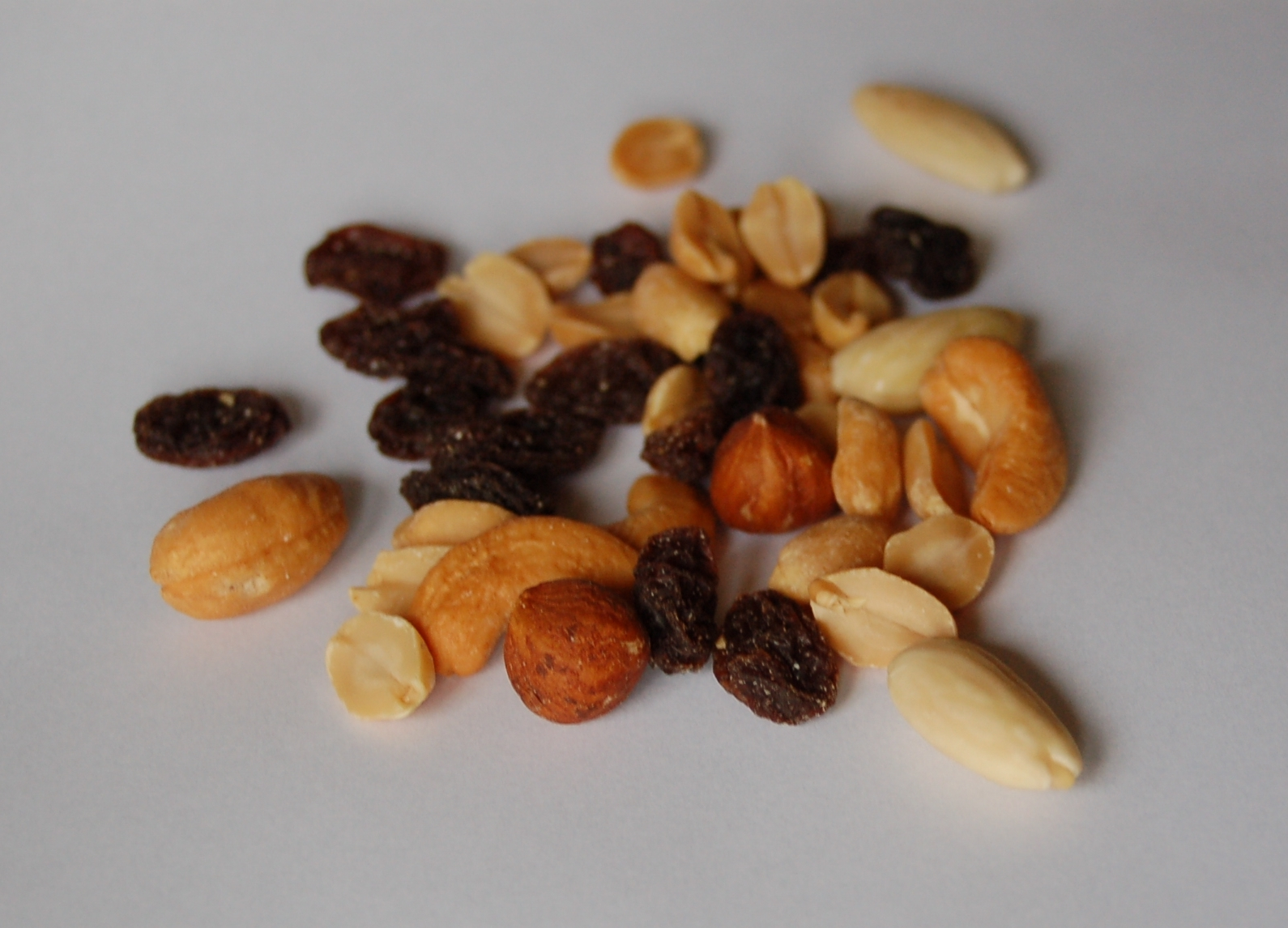
Klasyczna mieszanka studencka

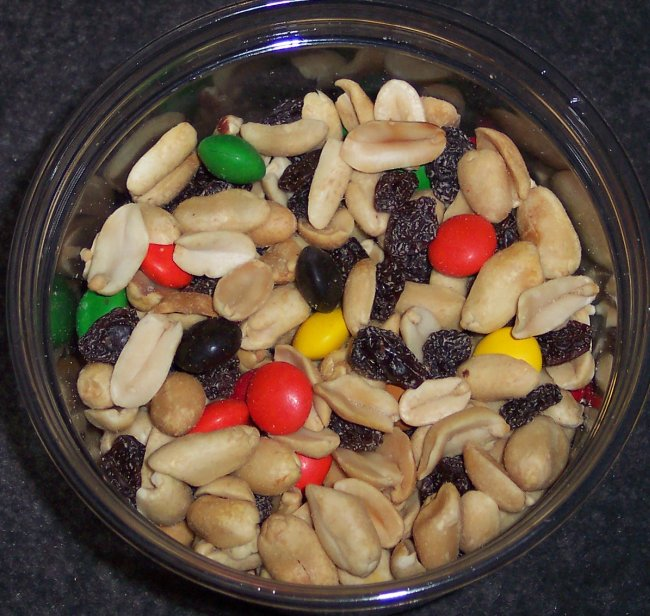
Trail mix złożony z orzeszków ziemnych, rodzynek i cukierków M&M’s

Mieszanka studencka (niem. Studentenfutter) – popularna przekąska, produkt spożywczy złożony z różnego rodzaju orzechów (suszonych lub prażonych): arachidowych, laskowych, włoskich, orzechów nerkowca, migdałów oraz rodzynek. Jest wysokokaloryczny i bogaty w składniki odżywcze (tłuszcze jedno- i wielonienasycone, węglowodany), nadaje się zatem do jedzenia szczególnie w okresie wzmożonego wysiłku intelektualnego (a zatem dla studentów – stąd nazwa) i fizycznego.
Mieszanka ma swoje odpowiedniki i modyfikacje w różnych miejscach na świecie i tak w USA oprócz orzechów i rodzynek w jej skład wchodzą m.in. ziarna i płatki, czekolada, słonecznik, wiórki kokosowe, suszone lub kandyzowane owoce (nazwa takiej przekąski to trail mix lub gorp), w Australii i Nowej Zelandii dla mieszanki orzechów, ziaren, suszonych owoców i niekiedy czekolady funkcjonuje nazwa scroggin. W każdym przypadku chodzi o zmieszanie wysokoenergetycznych, bogatych w tłuszcze i węglowodany składników, wspomagających organizm przy dużym wysiłku.